# Лученко Леся Миколаївна
Леся Миколаївна Лученко (23 червня 1976) — українська вишивальниця та майстриня з бісероплетіння.

## Біографія
Леся Лученко народилася 23 червня 1976 року в с. Кремінне Могилів-Подільського району Вінницької області. У 1998 році закінчила Вінницький технічний університет. До 2022 року працювала на різних посадах у Державній митній службі України.
Живе у Могилеві-Подільському.

## Мистецька діяльність
Художньою вишивкою та бісероплетінням займається понад 20 років. Традиціними українськими узорами оздоблює сучасний одяг та аксесуари. Створює прикраси з бісеру, зокрема й за мотивами музейних експонатів. Своїми знаннями та вміннями Леся Лученко ділиться із землячками, спілкується з однодумицями, їздить на етнофестивалі й виставки і продовжує опановувати світ народної вишивки й пропагувати народне мистецтво.
Членкиня вишивальної спільноти «Своє. Рідне» (Вінниця). Учасниця всеукраїнського проєкту «Вишивка етнографічна» (2012–17) — відшивала сторінку № 5 альбому «Украинскій народный орнаментъ: вышивки, ткани, писанки» Олени Пчілки (К., 1876). Майстриня долучилася до створення «Рушника єдності» в рамках проєкту телеканалу СТБ «Одного разу рік по тому», який у 2018 році презентували в Києві на День вишиванки.
У 2020 році брала участь у проєкті з відтворення на полотні сторінок із альбому «Буковинська народна вишивка» О. Гасюк.
Деякі роботи Лесі Лученко зберігаються в Національному центрі народної культури «Музей І. Гончара» (Київ).
Основні твори:
- сорочки — «Сучасна буковинська» (2014), «Кодимська» (2017), за мотивами борщівської, подільської (обидві — 2018), клембівської, гадяцької (обидві — 2019) вишивок, «Могилів-подільська» (2021);
- бісероплетіння — силянки за мотивами с. Сугаки Могилів-Подільського району;
- зґарди — за мотивами колекції «Кровець» (усі — 2017) та згардочка з Тиврівського району Вінницької області (2018)[2];
- ґердани — стрічковий за мотивами Північної Буковини (2019), гарда з с. Велика Русава Томашпільського району (2021).